# Gálos Roland
Gálos Roland (Baja, 1995. május 26. –) magyar ökölvívó, olimpikon.

## Pályafutása
2013-ban ifjúsági Európa-bajnok volt Rotterdamban. Ugyanebben az évben Szerbiában, a nemzetközi ifjúsági aranykesztyű versenyt nyerte meg.   
A 2015-ös Európa-bajnokságon az első fordulóban kikapott. A 2019. évi Európa-játékokon kiesett.
Miután megszűnt a 60 kg-os súlycsoport, amiben addig versenyzett, 2019-ben súlycsoportot váltott, és az 57 kg-osok között folytatta a küzdelmeket. A 2019-es világbajnokságon a nyolcaddöntőig jutott.
A magyar bajnokságon négyszer (2014, 2015, 2017, 2018), a Bocskai István-emlékversenyen háromszor (2015, 2018, 2020) lett aranyérmes.
2020. március 16-án Londonban kvótát szerzett a tokiói olimpiára. Az ötkarikás játékokon pehelysúlyban az első fordulóban egyhangú pontozással kikapott a kazah Serik Temirzsanovtól.
2021 őszén profi ökölvívónak állt nagypehelysúlyban (59 kg), edzője pedig ikertestvére, Gálos Viktor lett. Első professzionális mérkőzésén, 2022. április 29-én Budakalászon legyőzte a moldovai Marius Colt, majd következő három profi mérkőzését is megnyerte.
2023-ban szakaszvezetőként tagja a Magyar Honvédség Sportszázadának.

## Díjai, elismerései
- Az év magyar ökölvívója (2020)[19]